# NGC 3077
NGC 3077 ist eine Irreguläre Galaxie mit ausgedehnten Sternentstehungsgebieten vom Hubble-Typ I0 im Sternbild Großer Bär am Nordsternhimmel, einem Durchmesser von etwa 20.000 Lichtjahren und ist ein Mitglied der M81-Gruppe.
Die Entfernung wurde mit verschiedenen Verfahren bestimmt und wird im Schnitt aus beiden Methoden mit 12,8 ± 0,7 Mio. Lichtjahre angenommen.
Messungen mit Surface Brightness Fluctuation ergaben 13,2 ± 0,8 Mio. Lichtjahre. Mit Tip of the Red Giant Branch gemessen ergaben sich 12,8 ± 0,7 Mio. Lichtjahre.
Vor etwa 300 Millionen Jahren interagierte NGC 3077 mit der Galaxie Messier 81. Durch diese Begegnung entstand ein Band aus Wasserstoffgas zwischen NGC 3077 und Messier 81, in welchem seit etwa 100 Millionen Jahren neue Sterne entstehen.
Das Objekt wurde am 8. November 1801 vom deutsch-britischen Astronomen Wilhelm Herschel entdeckt.